# Forstjärnberget
Forstjärnberget este o arie protejată (arie specială de conservare — SAC, sit de importanță comunitară — SCI) din Suedia întinsă pe o suprafață de 82,1 ha, integral pe uscat.

## Localizare
Centrul sitului Forstjärnberget este situat la coordonatele 65°32′28″N 21°14′27″E / 65.541°N 21.2408°E.

## Înființare
Situl Forstjärnberget a fost declarat sit de importanță comunitară în iulie 2000 pentru a proteja 1 specie de plante. Situl a fost protejat și ca arie specială de conservare în martie 2011.

## Biodiversitate
Situată în ecoregiunea boreală, aria protejată conține 5 habitate naturale: Mlaștini turboase de tranziție și turbării mișcătoare, Păduri fino-scandinave bogate în ierburi cu Picea abies, Izvoare fino-scandinave și mlaștini produse de izvoare bogate în minerale, Păduri caducifoliate de mlaștină fino-scandinave, Taiga vestică.
La baza desemnării sitului se află o specie protejată de  plante: Ranunculus lapponicus.